# 8073 Johnharmon
8073 Johnharmon este un asteroid din centura principală de asteroizi.

## Descriere
8073 Johnharmon este un asteroid din centura principală de asteroizi. A fost descoperit pe 24 ianuarie 1982 la Stația Anderson Mesa de Edward L. G. Bowell. El prezintă o orbită caracterizată de o semiaxă mare de 2,59 ua, o excentricitate de 0,17 și o înclinație de 12,7° în raport cu ecliptica.